# Jackson (Ohio)
Jackson ist eine City im US-Bundesstaat Ohio in Jackson County; sie ist zugleich Verwaltungssitz (County Seat) dieses Countys. Das U.S. Census Bureau ermittelte bei der Volkszählung 2020 eine Einwohnerzahl von 6252.

## Geografie
Jackson hat die geografischen Koordinaten 39°3′3″N, 82°38′23″W (39,050833, −82,639722) und liegt im südlichen Teil Ohios. Jackson liegt südlich der Großstadt Columbus und im Osten einer der bedeutendsten Handels- und Fabrikstädte Amerikas, Cincinnati. Gemäß dem United States Census Bureau hat die Stadt eine Fläche von 21,99 km², wovon 0,67 km² Wasserfläche sind.

## Demografische Daten

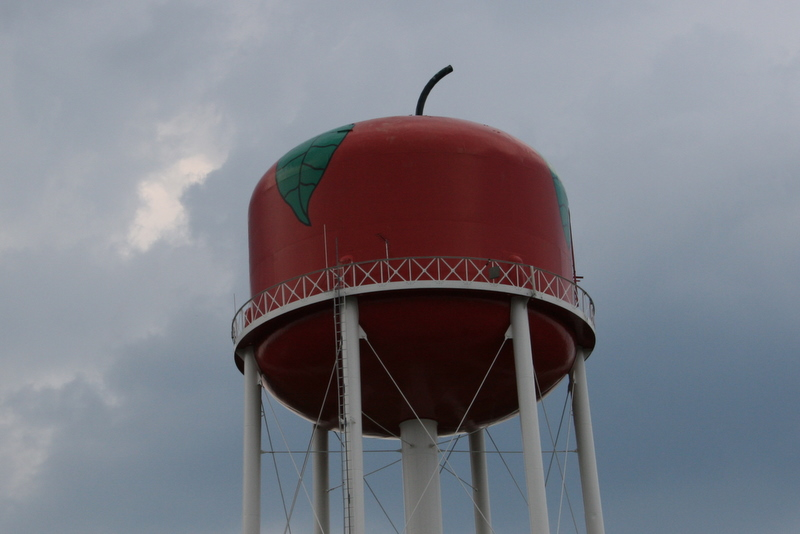
Eine Nahaufnahme Jacksons Wasserturms, der zu Ehren des Jackson County Apple Festival in der Form eines Apfels erbaut wurde

### Volkszählung 2000
Gemäß der Volkszählung im Jahr 2000 umfasste Jackson 6184 Einwohner in 2667 Haushalte sowie 1712 Familien. Die Bevölkerungsdichte entsprach somit 823,4 Menschen pro km². Die Stadtbevölkerung teilte sich in mehrere ethnische Gruppen ein, wobei es 98,19 % weiße Amerikaner, 0,44 % Afro-Amerikaner, 0,19 % indigene Amerikaner, 0,26 % Asiaten, 0,03 % pazifische Insulaner, 0,29 % einer anderen Rasse angehörten und 0,60 % zweier oder mehrerer Ethnien zugehörig waren. Hispanics oder Latinos machten 0,86 % der Bevölkerung aus.
Des Weiteren lebten in 30,9 % aller Haushalte Kinder im Alter von unter 18 Jahren. 45,8 % der Haushalte bestanden aus zusammenlebenden Eheleuten, 14,2 % hatten einen alleinigen weiblichen Haushaltsvorstand und in 35,8 % der Haushalte lebte Personen ohne familiäre Bindungen untereinander. 32,4 % aller Haushalte bestanden aus Einzelpersonen, 14,6 % hatten einen Haushaltsvorstand im Alter von 65 Jahren oder älter. Im Durchschnitt lebten 2,32 Personen in einem Haushalt und die Familien bestanden im Schnitt aus 2,91 Familienmitgliedern.
Die Bevölkerung Jacksons bestand zu 24,7 % aus Einwohnern unter 18 Jahren, 8,9 % waren zwischen 18 und 24 Jahren alt, 27,8 % waren zwischen 25 und 44 Jahren alt, 22,2 % waren zwischen 45 und 64 Jahren alt, und 16,3 % waren 65 Jahre alt oder älter.
Das Durchschnittsalter der Stadt betrug 38 Jahre. Auf 100 weibliche Bewohner kamen 85,1 männliche Bewohner und auf 100 weibliche Einwohner, die 18 Jahre alt oder älter waren, kamen 80,3 männliche Einwohner.
Das Durchschnittseinkommen in der Stadt betrug $26.728 und das Durchschnittseinkommen für Familien betrug $33.456. Männer hatten ein Durchschnittseinkommen von $31.131, Frauen nur $21.612. Das Einkommen pro Person betrug $14.855. Etwa 14,6 % aller Familien und 18,7 % der Bevölkerung lebten unterhalb der Armutsgrenze, von denen 23,6 % unter 18 Jahren alt waren und 18,4 % 65 Jahre alt oder älter waren.

### Volkszählung 2010
Laut der Volkszählung im Jahr 2010 lebten in der Stadt 6397 Menschen in 2734 Haushalten und 1698 Familien. Die durchschnittliche Bevölkerungsdichte entsprach somit 141,6 Einwohnern pro km². Die Einwohnerschaft der Stadt setzte sich aus mehreren ethnischen Gruppen zusammen, wobei die Mehrheit mit 96,4 % weiße Amerikaner waren, 0,7 % Afro-Amerikaner, 0,3 % indigene Amerikaner, 0,4 % Asiaten, 0,4 % einer anderen Rasse angehörten, und 1,7 % zweier oder mehrerer Rassen zugehörig waren. Hispanics oder Latinos machten 1,5 % der Bevölkerung aus.
Des Weiteren lebten in 32,3 % aller Haushalte Kinder im Alter von unter 18 Jahren. 40,5 % aller Haushalte bestanden aus zusammenlebenden Eheleuten, 17,2 % hatten nur einen weiblichen Haushaltsvorstand, 4,4 % hatten nur einen männlichen Haushaltsvorstand und in 37,9 % der Haushalte lebten Personen ohne familiäre Bindungen untereinander. 33,5 % aller Haushalte bestanden aus Einzelpersonen und 14,2 % hatten einen Haushaltsvorstand im Alter von 65 Jahren oder älter. Im Durchschnitt lebten 2,32 Personen in einem Haushalt und die Familien bestanden im Schnitt aus 2,94 Familienmitgliedern.
Das Durchschnittsalter der Stadtbevölkerung betrug 38,1 Jahre. 23,8 % der Einwohner von Jackson waren unter 18 Jahren alt. 9,6 % waren zwischen 18 und 24 Jahren alt, 26 % waren zwischen 25 und 44 Jahren alt, ebenfalls 26 % waren zwischen 45 und 64 Jahren alt und 14,7 % waren 65 Jahre alt oder älter. 46,5 % der Einwohner Jacksons waren männlichen Geschlechts und 53,5 % weiblichen Geschlechts.

## Geschichte
Nach der Gründung 1817 erhielt die zu diesem Zeitpunkt noch namenlose Stadt von den ersten Einwohnern, in Anlehnung an Andrew Jackson, den Namen Jackson. Andrew Jackson war ein Nationalheld, der, nachdem er die Briten in der Schlacht von New Orleans am 8. Januar 1815 besiegt hatte, Bekanntheit erlangte. Er wurde in den Wahlen 1828 zum Präsidenten der Vereinigten Staaten gewählt. Die Ortschaft Jackson wuchs gemächlich und verzeichnete 1840 nur 297 Einwohner. 1846 umschloss Jackson vier Kirchen, schätzungsweise sieben Läden, und eine einzelne Zeitungsfiliale. Die nächsten 40 Jahre wuchs die Stadt rasch und hatte 1880 3021 Einwohner. Um 1880 verliefen zwei Bahnstrecken durch Jackson, was der Stadt zu wirtschaftlichem Wachstum und steigenden Einwohnerzahlen verhalf. 1886 umschloss Jackson eine weitere Zeitungsfiliale, acht Kirchen und zwei Bankfilialen. Die größten Unternehmen waren hierbei die Star Furnace Company und die Globe Iron Company, die aus jeweils 30 Angestellten bestanden. Beide Unternehmen verwendeten lokale Kohle- und Eisenerzvorkommen für die Herstellung ihrer Produkte.
Während des 20. Jahrhunderts wuchs Jackson weiter. 2000 war Jackson mit einer Einwohnerzahl von 6184 die größte Stadt Jackson Countys und machte circa 20 % der Bevölkerung des gesamten Countys aus. Heute finden viele Einheimische einen Arbeitsplatz in einer Fabrik des US-amerikanischen Lebensmittelgroßkonzerns General Mills, in der Nähe der Nachbarstadt Wellston; in diesem Werk sind mehr als 1000 Angestellte beschäftigt.

## Jackson in den Medien
Am 23. November 2009 erschien der von nun an täglich erscheinende Comicstrip The Apple Tower von Brian Barnett zum ersten Mal im Internet. Auf seiner Website gibt Barnett an, dass er hauptsächlich Jackson als seine Inspirationsquelle benutzt habe.

## Kultur und Sehenswürdigkeiten
Jackson verfügt über den Eddie Jones Park, den Manpower Park, sowie den McKinley Park und betreibt einen Friedhof namens Fairmount Cemetry. Des Weiteren gibt es in der Stadt das Lillian E. Jones-Museum, dessen Ausstellungsstücke in einem 1869 erbauten Haus ausgestellt sind. Jackson liegt in nächster Nähe südöstlich des Naturschutzgebietes Lake Katharine State Nature Preserve und südlich des 700 ha großen Tierschutzgebiets Coalton Wildlife Area. Der Hammertownlake im Westen Jacksons bietet Picknick-Plätze und ist zum Angeln geeignet.

## Persönlichkeiten

### Söhne und Töchter der Stadt
- Orus Jones (1867–1963), Golfer
- William G. Pickrel (1888–1966), Vizegouverneur des Bundesstaates Ohio
- Frank Cavett (1905–1973), Drehbuchautor und zweifacher Oscar-Preisträger
- Fletcher Benton (1931–2019), Maler und Bildhauer

### Persönlichkeiten, die vor Ort gewirkt haben
- James I. Dungan (1844–1931), Abgeordneter des Bundesstaates Ohio im US-Repräsentantenhaus, praktizierte viele Jahre in Jackson als Rechtsanwalt und war 1869 Bürgermeister der Stadt; er ist in Jackson gestorben und dort auch bestattet worden